# Varna (Musikerin)
Varna (eigentlich Marianne Nielsen; * 19. Mai 1981 in Tasiilaq) ist eine grönländische Blues-Musikerin.

## Leben
Varna wurde im ostgrönländischen Tasiilaq als Tochter eines Dänen und einer Tunumeer geboren. Sie wuchs in Dänemark und Nuuk auf. Bereits 1999 sang sie als Gastsängerin das Lied Nunarsuarput („Unsere Welt“) auf dem Album Inuunerit der gleichnamigen Gruppe. 2007 veröffentlichte sie ihr Album I Wish. Jorsi Sørensen hatte es komponiert und diente zudem als ihr Bassist, während Ole Frimer die Gitarre, Claus Daugaard das Schlagzeug und Claus Sand das Klavier spielte. Für das Album erhielt sie noch im selben Jahr den Talentpreis der Koda Awards. Sie trat seither vor allem in Grönland, aber auch in Dänemark und anderen europäischen Ländern auf. 2020 erschien ihr zweites Album The Road. 2022 hatte sie eine Nebenrolle in einer Folge der Serie Borgen – Macht und Ruhm inne.